# Estación de Neuilly-Plaisance
La estación de Neuilly-Plaisance es una estación de la comuna de Neuilly-Plaisance (departamento de Seine-Saint-Denis).

## La estación
La estación es servida por los trenes línea A del RER que recorren el ramal A4 hacia Marne-la-Vallée - Chessy.

## Servicio
La estación de Neuilly-Plaisance está servida a razón de (por sentido) :
- en horas valle, 6 trenes por hora ;
- en horas punta, de 6 a 12 trenes por hora ;

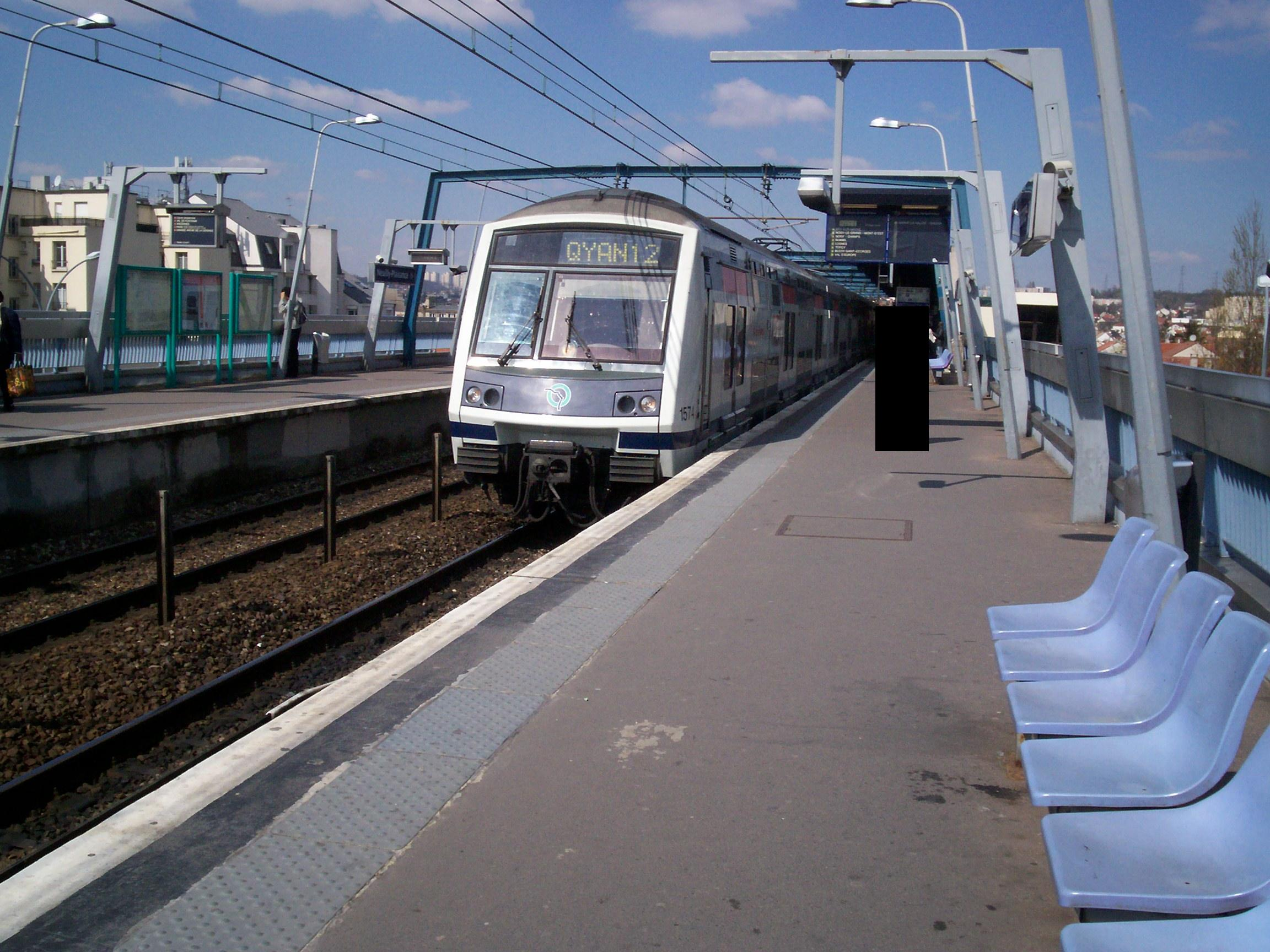

- por la tarde, 4trenes a la hora.

## Referencias

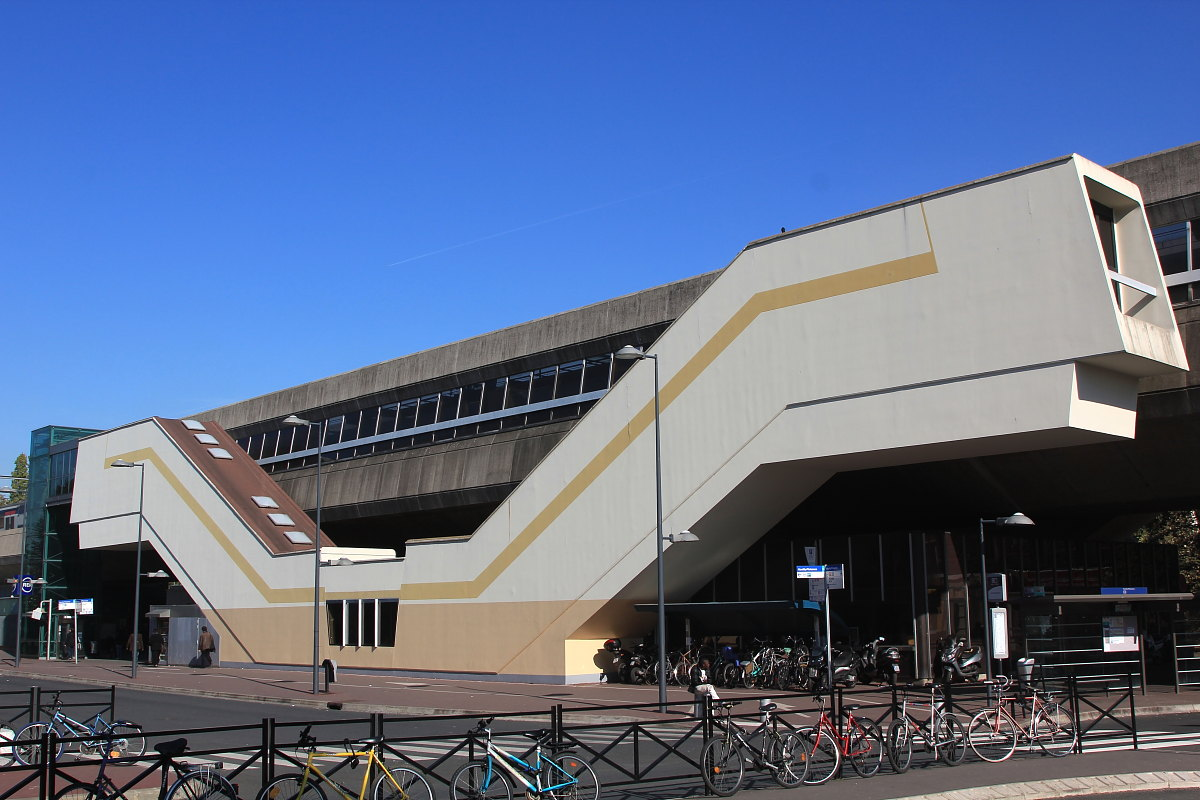
Escaleras de acceso a la estación.

## Correspondencias
- Bus RATP 113, 114, 203, 214
- Noctilien N34, N141